# 3,7 cm KwK 36
3,7 cm KwK 36 L/45 (3,7 cm Kampfwagenkanone 36 L/45) — германская 37-мм танковая пушка, использовавшаяся главным образом в качестве основного вооружения среднего танка PzKpfw III модификаций Ausf A, B, C, D, E, F. C августа 1940 по 1942 год все оставшиеся к тому времени Pz. III Ausf Е и невооруженные ею Pz. III Ausf F перевооружили 5 cm пушкой KwK 38 L/42  Оснащённые ею машины принимали участие в боевых действиях в основном в 1939-1940 годах.
По баллистике являлась танковым вариантом пушки 3,7 cm PaK. Кроме исполнения, из-за применения электрозапала вместо спуска, отличалась используемыми боеприпасами: при полном внешнем сходстве гильзы унитарных патронов оснащались электрозапальными втулками, что делало боеприпасы невзаимозаменяемыми с противотанковой пушкой.

## Боеприпасы (3,7 cm)
- PzGr.39 (бронебойный)
- PzGr.40 (бронебойный подкалиберный с твердосплавным сердечником)
- Sprgr.Patr.34 (осколочно-фугасный)

## Бронемашины
- SdKfz 141 Panzerkampfwagen III Ausf. A-G